# Reserva biológica Bosque Nuboso Monteverde

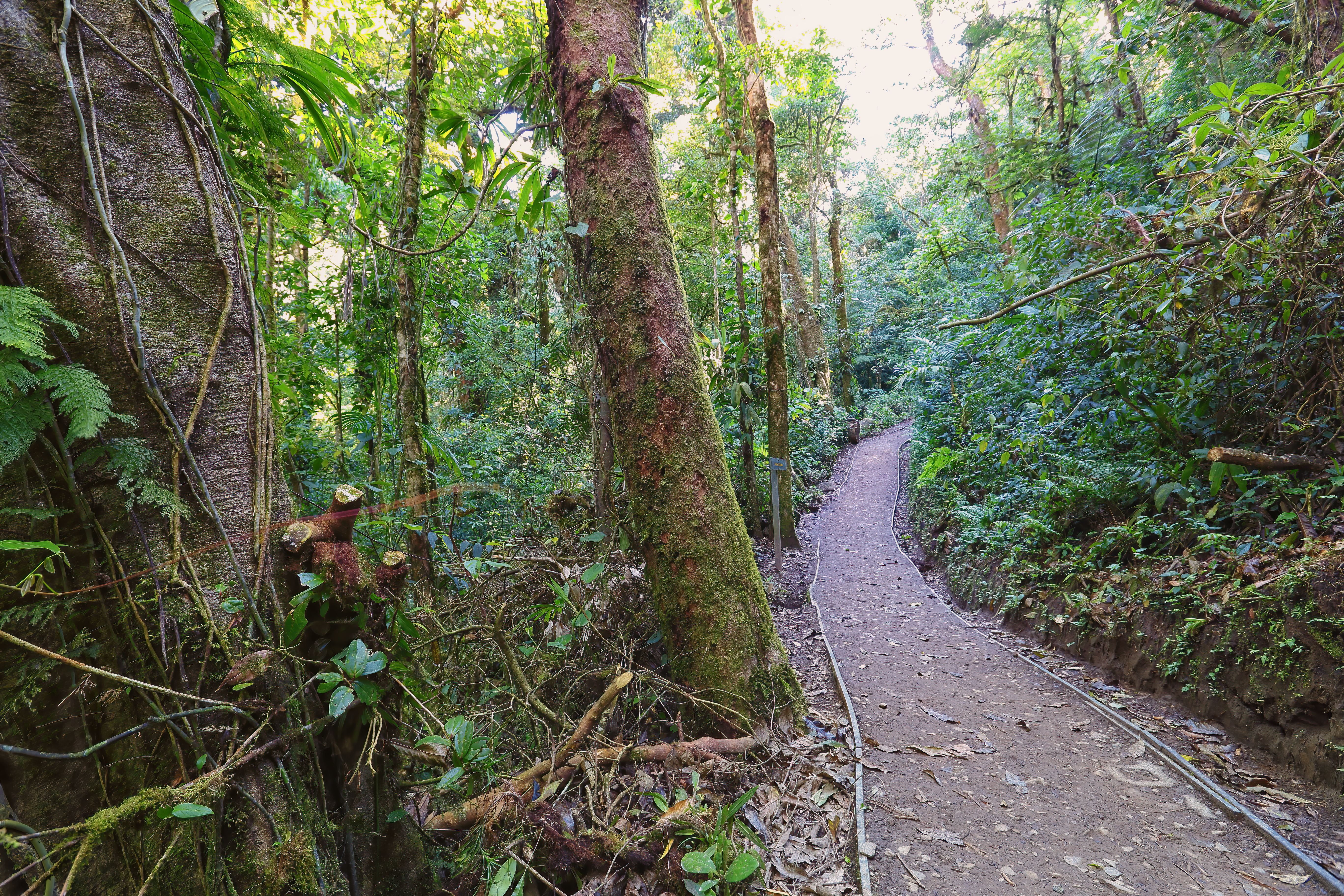
Monteverdereservaat

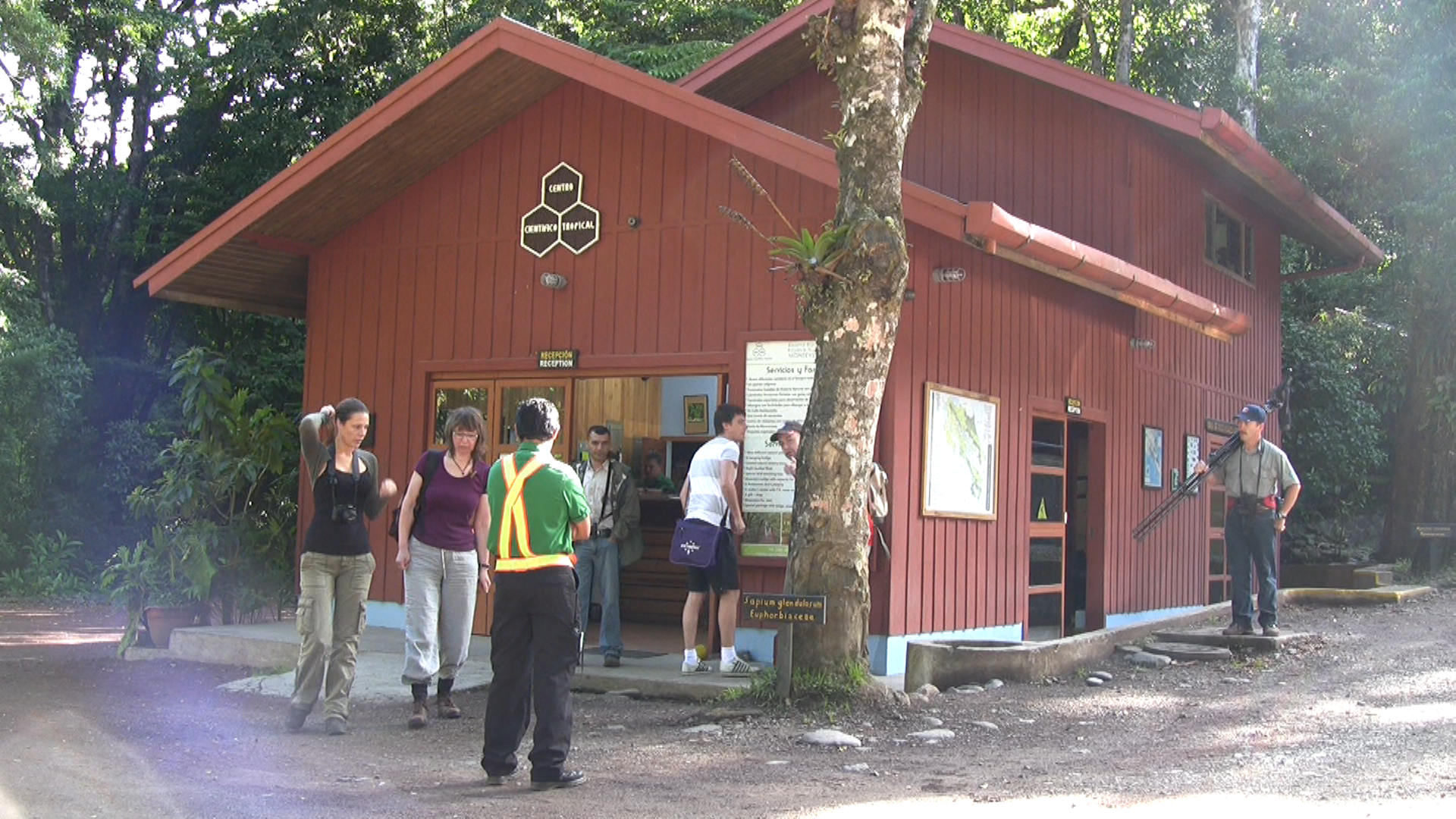
Ingang van het Biologisch Reservaat Bosque Nuboso Monteverde

Het Reserva biológica Bosque Nuboso Monteverde (Nederlands: Biologisch nevelwoudreservaat Monteverde) is een privaat natuurreservaat in Costa Rica, gelegen langs de Cordillera de Tilarán in de provincies Puntarenas en Alajuela. Het gebied van 10.500 hectare met nevelwoud omvat 6 ecologische zones en 90% oerwoud. Het natuurreservaat is in 1972 opgericht en vernoemd naar het nabijgelegen dorp Monteverde.

## Geschiedenis

### Jaren 1950
In 1951 verhuisden enkele tientallen quakers (uit 11 families) uit Alabama naar Costa Rica om er te gaan leven als boeren. Dit was vooral wegens de Koreaanse Oorlog en de bijhorende dienstplicht die niet paste in de pacifistische ideologie van de quakers. Ze kozen voor Costa Rica omdat het land net drie jaar eerder zijn legers had afgeschaft. Het waren de quakers die de plaats Monteverde ("Groene berg") noemden omdat het hele jaar door groene planten te vinden waren.

### Jaren 1960
Biologen begonnen in de jaren 1960 interesse te krijgen in Monteverde. Ondanks het gebrek aan infrastructuur en onderdak waarmee wetenschappelijk onderzoek wordt uitgevoerd, werd alles voortdurend gedocumenteerd door deze pioniers die ook in Monteverde bleven wonen.
In 1968 bezocht dr. Joseph Tosi, die voor het Tropisch Wetenschappelijk Centrum (Centro Científico Tropical - CCT), een instelling voor tropisch behoud, werkte, begeleid door Dr. Leslie Holdridge Monteverde. Het bezoek maakte onderdeel uit van een studie van het noordelijke deel van Costa Rica, die aangevraagd werd door het nationale planningskantoor van de regering (Oficina Nacional de Planificación). Daar ontmoetten zij de heer Hubert Mendenhall, toenmalig leider van de quakergemeenschap, die hen meenam om de voornaamste bossen te zien die de gemeenschap omringden. Aan het eind van hun bezoek gaven Holdridge en Tosi aan de quakergemeenschap de aanbeveling de inheemse bossen zoveel mogelijk te bewaren om hun waterbronnen te beschermen en, gezien de sterke winden die het gebied teisterden, de bossen als windbrekers te gebruiken om hun velden en huizen te beschermen.

### Jaren 1970
In 1972 bezocht de jonge pas afgestudeerde George Powell het Tropisch Wetenschappelijk Centrum (CCT) in San José. Hij woonde in Monteverde terwijl hij een doctoraatsonderzoek naar de vogels in het gebied uitvoerde en merkte dat de fauna en habitat ideaal waren voor onderzoeksdoeleinden. Verwonderd door de buitengewone biologische rijkdom van de nevelwouden, met inbegrip van de habitat van het endemische rode pad, en gealarmeerd door de vernietiging door jagers en landbezetters, kreeg Powell een belofte van de Guacimal Land Company dat zij 328 hectare van het gebied zouden doneren als hij een maatschappelijke vereniging zou kunnen vormen of vinden die hem zou kunnen sponsoren bij het overnemen van het gebied. Powell gebruikte zijn persoonlijke fondsen om een aantal van de landbezetters uit te kopen in de hoop een klein biologisch behoud in de regio te vestigen.
Op dat moment waren er weinig nationale parken in Costa Rica en het CCT had een programma opgericht om privéreservaten te creëren voor onderzoek en biologisch onderwijs, waar elke ecologische zone van het land zou bewaard worden. Ze waren onmiddellijk geïnteresseerd in het aanbod van Powell en startten de procedure waarbij ze in april 1973 de eerste 328 hectare opkochten aan de prijs van een 1 (symbolische) colón (minder dan US $ 1).
Samen met Powell bouwden de Costaricaanse bioloog Adelaida Chaverri en wildspecialist Christopher Vaughn dit privaat conservatiegebied uit, destijds een minder populair idee. In feite werd Adelaida Chaverri een van de sponsors, samen met Dr. Joseph Tosi en andere CCT-leden, van wat vandaag het Reserva biológica Bosque Nuboso Monteverde is. In 1975 kwamen er 431 bezoekers naar het beschermd gebied, vooral wetenschappers en vogelaars. Twee jaar later was er nog geen accommodatie beschikbaar voor bezoekers, maar mevrouw Wood, een lokale quaker, begon een klein bed and breakfast in haar eigen huis, waar telkens enkele bezoekers konden overnachten.

### Jaren 1980 tot heden
Het aantal buitenlandse bezoekers steeg van 2700 in 1980 tot meer dan 40.000 in 1991. Het beschermd gebied is in de loop der jaren in omvang toegenomen maar de bekendste endemische soorten zoals de rode pad en 40% van de amfibische bevolking van Monteverde zijn uitgestorven ten gevolge van de dodelijke schimmelpandemie Chytridiomycosis.
In 2009 werd het reservaat jaarlijks bezocht door meer dan 70.000 mensen. Vanaf het reservaat rijden bussen twee keer per dag naar Monteverde op en af, waar 47 gasten kunnen gehuisvest worden en waar zich een klein restaurant, een cadeauwinkel, het informatiecentrum "Centro de la Naturaleza Monteverde" en vlindertuinen bevinden.

## Fauna en flora
Het gebied heeft een zeer hoge biodiversiteit, bestaande uit meer dan 3000 plantensoorten (waaronder de meeste soorten orchideeën op een plaats), 100 soorten zoogdieren, 400 vogelsoorten, 120 soorten reptielen en amfibieën, 490 vlinders en duizenden insecten. 10% van zijn flora is endemisch.
Het grootste deel (29%) van de flora bestaat uit epifyten met 878 verschillende soorten. De Monteverderegio staat ook bekend als het gebied met het grootste aantal orchideeën ter wereld. Het totale aantal bekende soorten overschrijdt 500 en daarvan zijn er 34 ontdekte soorten in het gebied die nieuw voor de wetenschap waren bij hun ontdekking.
Het gebied is ook opmerkelijk voor de herpetologie, met 161 soorten amfibieën en reptielen zoals de Bolitoglossa robusta, de grootste in Costa Rica en de Diasporus hylaeformis, amper 6 cm groot. Monteverde staat wereldwijd bekend als de habitat van de rode pad (Bufo periglenes), een soort die in 1989 verdwenen is.
91 (21%) van de vogelsoorten van Monteverde zijn langeafstandstrekvogels, die vanuit Noord-Amerika de regio passeren tijdens hun wintertrek of de winter doorbrengen in de omgeving. Drie van deze soorten, de zwaluwstaartwouw (Elanoides forficatus), de piraattiran (Legatus leucophaius) en de geelgroene vireo (Vireo flavoviridis) paren in Monteverde en trekken verder naar Zuid-Amerika tijdens hun niet-voortplantingsfase. De quetzal (Pharomachrus mocinno) beweegt zich seizoensgebonden van hoogelegen nestplaatsen naar de lager gelegen plaatsen aan beide zijden van de Continental Divide. Het begin van de vogeltrek van de drielelklokvogel (Procnias tricarunculata) is vergelijkbaar met die van de quetzal, met de paring die zich in de buurt van de Continental Divide van maart tot juni voordoet, gevolgd door een beweging naar beneden op de hellingen tijdens de maanden augustus en september.
De meerderheid van de vogelsoorten in Monteverde zijn voornamelijk vruchteneters aangezien de planten in de regio een grote verscheidenheid aan fruit aanbieden. De epifyten zijn belangrijke hulpbronnen voor zowel de frugivoren (vruchteneters) als de insecteneters in Monteverde. De nevelwouden van Monteverde zijn de thuisbasis van tien soorten vogels die door de organisatie BirdLife International worden aanzien als bedreigd door hun zeer beperkte leefomgeving wereldwijd.
De zoogdieren van Monteverde omvatten vertegenwoordigers van zowel Noord- als Zuid-Amerika als endemische soorten. De dierlijke fauna van de regio omvat zes soorten buideldieren, drie soorten muskusratten, ten minste 58 soorten vleermuizen, drie soorten primaten, zeven soorten xenarthra, twee soorten konijnen, een bosmarmot, drie soorten eekhoorns, een soort stekelmuizen, ten minste 15 soorten knaagdieren (familie Muridae), een soort stekelvarken, een soort agoeti's, een paca, twee soorten hondachtigen, vijf marterachtigen waaronder de tayra, vier soorten kleine beren, zes katachtigen, twee soorten wilde varkens, twee soorten herten en een tapir.

## Fotogalerij

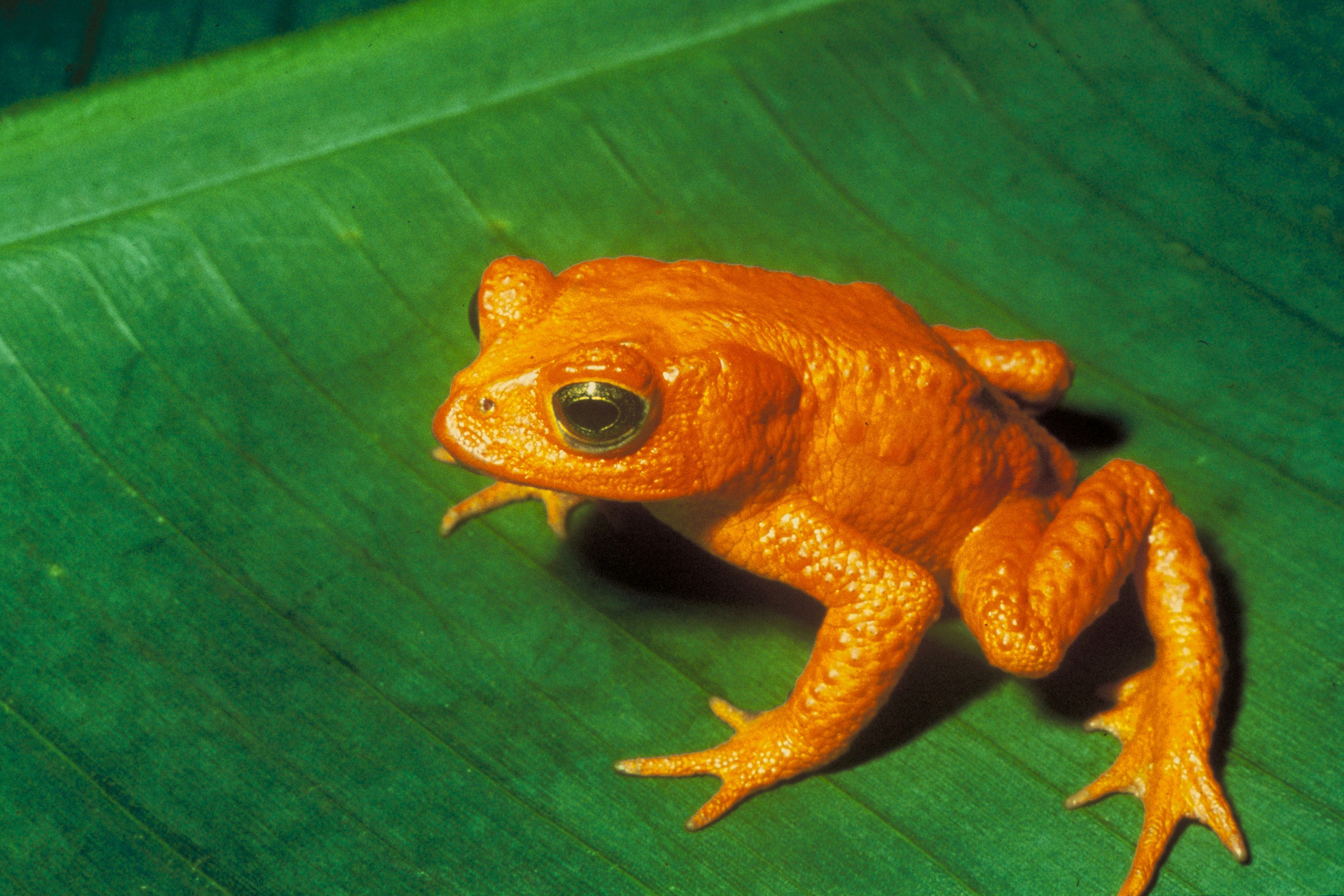
Rode pad
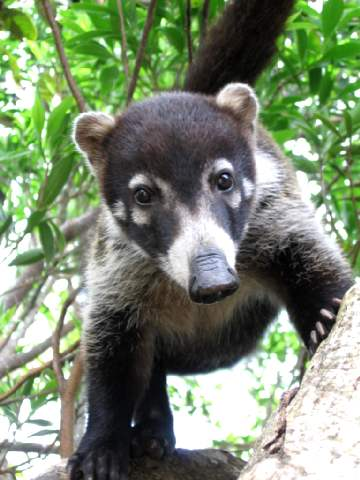
Witsnuitneusbeer
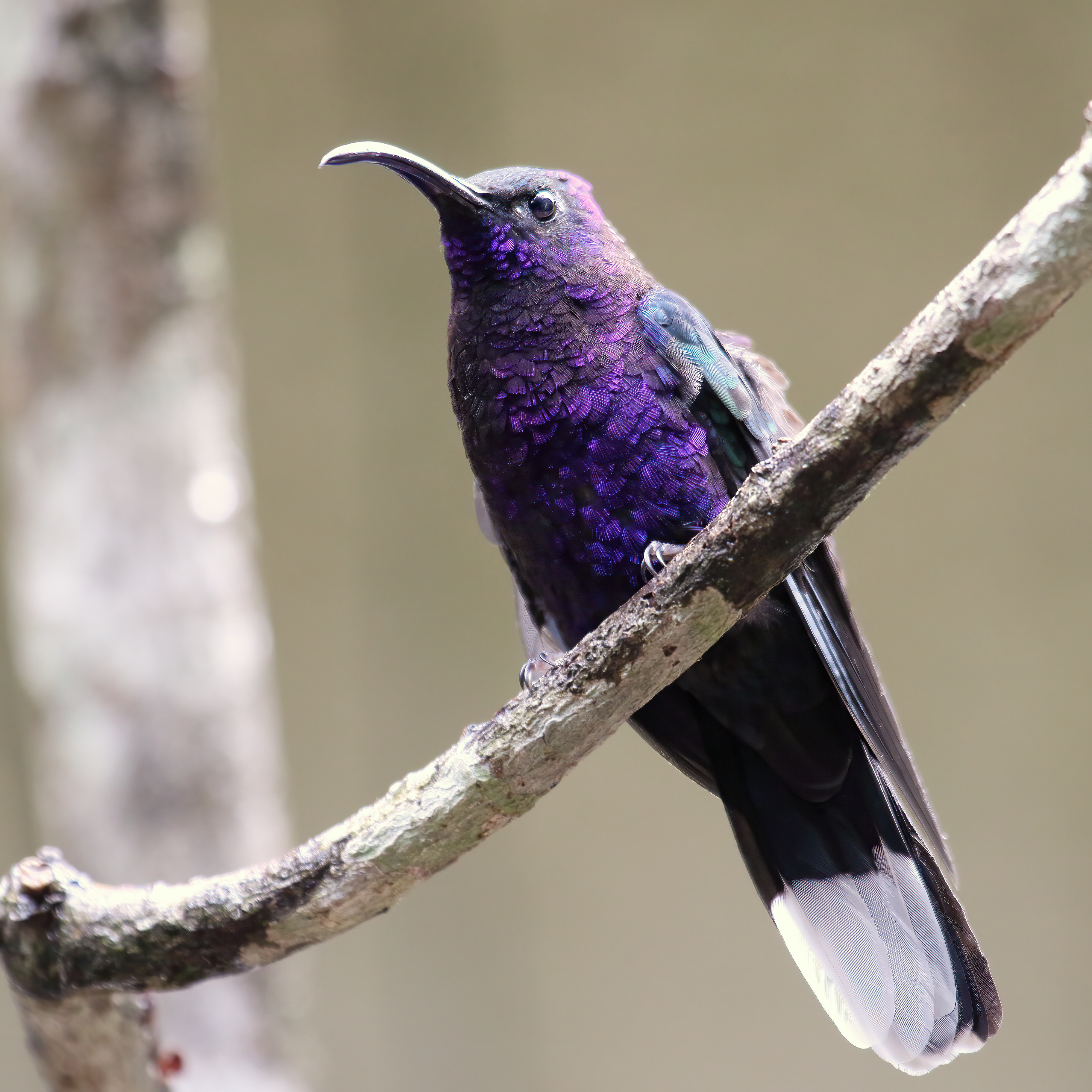
Violette sabelvleugel
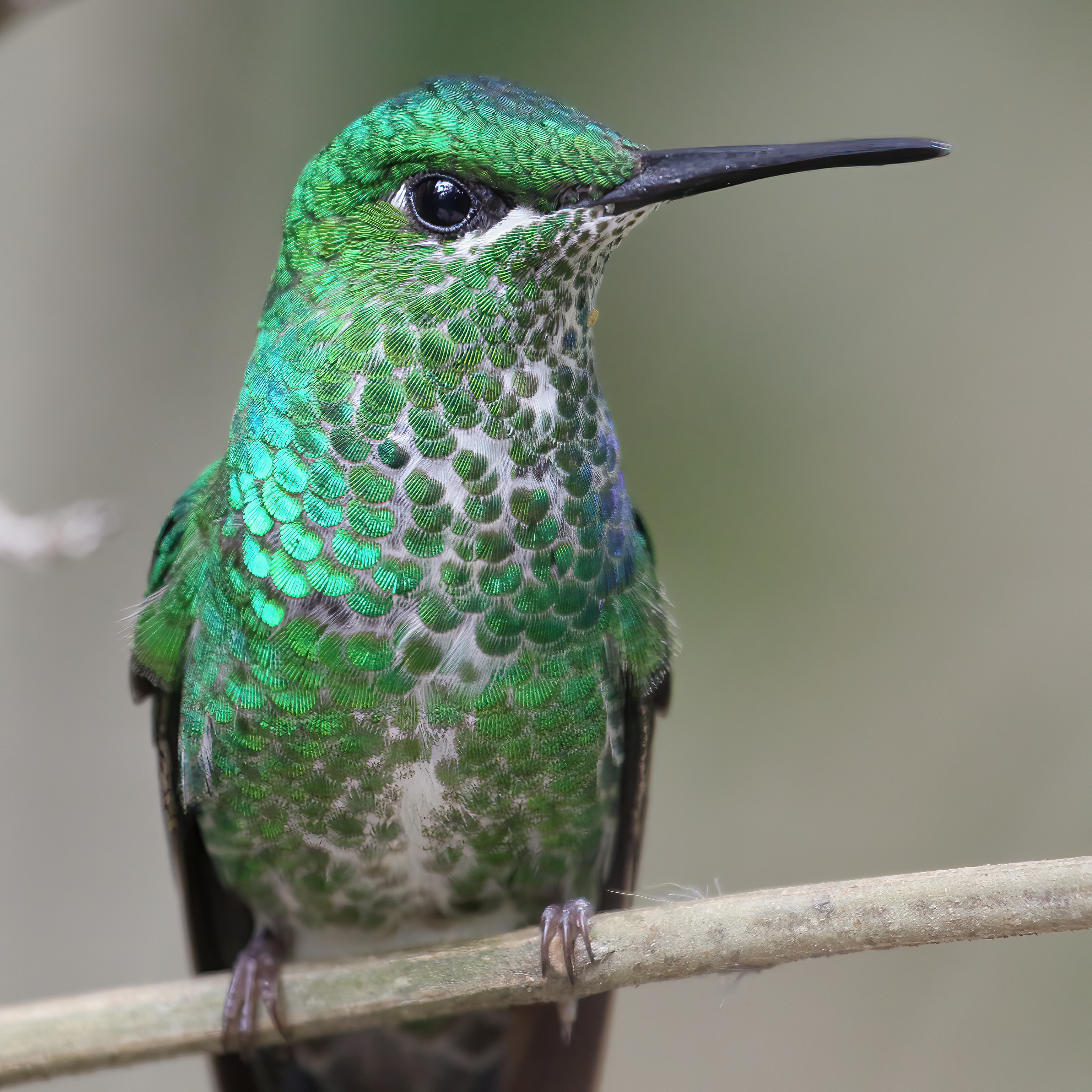
Groenkruinbriljantkolibrie